# Avenue Georges-Gosnat
L'avenue Georges-Gosnat est une voie de circulation se trouvant à Ivry-sur-Seine. Elle est la principale artère est-ouest de la commune.

## Situation et accès
L'avenue Georges-Gosnat suit le tracé de la D 154. En partant de l'ouest, dans l'axe de la rue Gaston-Cornavin, elle rencontre notamment la rue Gabriel-Péri, anciennement rue du Parc, puis l'avenue Danielle-Casanova, anciennement rue Jules-Coutant.
Elle est desservie par la station de métro Mairie d'Ivry de la ligne 7, ainsi que par la gare d'Ivry-sur-Seine de la ligne C.

## Origine du nom

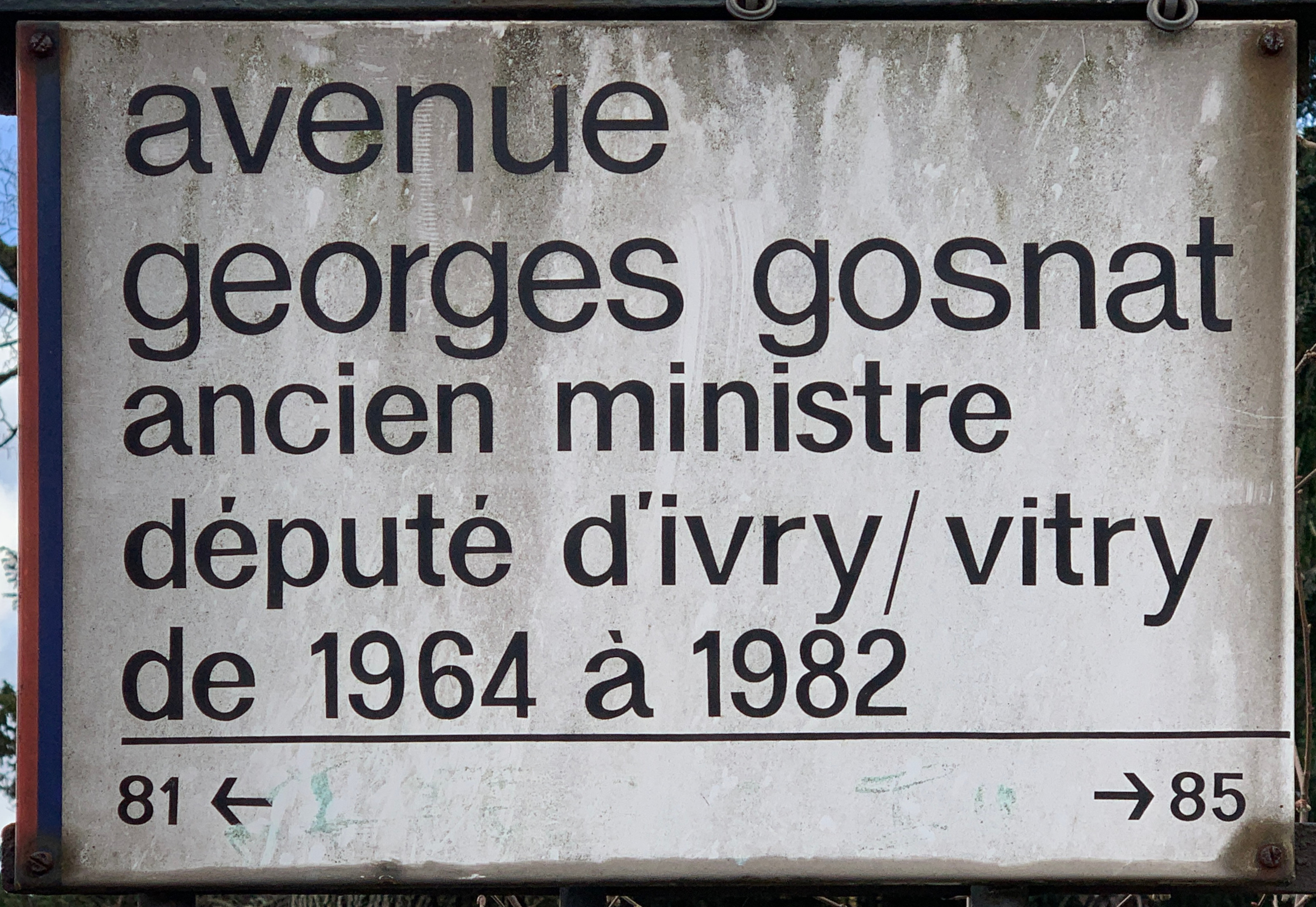
Plaque de l'avenue.

L'avenue rend hommage à Georges Gosnat, homme politique français.

## Historique
Autrefois appelée « rue de Seine », cette voie est nommée « rue de la Mairie » entre 1910 et 1933 environ,,,.
Elle est rebaptisée « rue Staline » le 29 novembre 1949.
En novembre 1961, Georges Marrane, maire de la ville, annonce dans le journal L'Humanité qu'en accord avec les décisions prises par le XXIIe congrès du Parti communiste de l'Union soviétique concernant la déstalinisation, le conseil municipal décide de changer le nom de cette voie en « rue Lénine », jusqu'à la Seine.
Elle prend finalement, dans sa partie ouest, le nom d'« avenue Georges-Gosnat » le 17 novembre 1983.
Le nom de « rue Lénine » est conservé à l'est du pont franchissant la ligne de Paris-Austerlitz à Bordeaux-Saint-Jean, à partir du carrefour avec la rue Molière.

## Bâtiments remarquables et lieux de mémoire
- Église Saint-Pierre-Saint-Paul, datant du XIIIe siècle.
- Au no 6 de l'ancienne rue de Seine (puis 23, rue de la Mairie[12]) se trouvait la maison de santé fondée en 1828 par l'aliéniste Jean-Étienne Esquirol. Cette maison est représentée par un pastel de Maurice Utrillo[13]. L'établissement fut démembré après la Seconde Guerre mondiale afin de construire un groupe de logements pour l'office municipal d'HBM (habitations à bon marché), la cité Maurice-Thorez[12].
- Cité Maurice-Thorez, édifiée en 1953 à l'emplacement de l'ancienne maison de santé du docteur Esquirol.
- Parc départemental des Cormailles.
- Hommage à Newton, sculpture d'Esther Hess[14].
- La galerie Fernand-Léger, galerie municipale d'art[15], dans Les Étoiles d'Ivry.
- École d'art dramatique Hamma Meliani, dans la cité Maurice-Thorez.
- Hôtel de ville, construit en 1896, au carrefour de la rue Raspail et de l'avenue Danielle-Casanova.
- Le Luxy[16], cinéma municipal, salle d'Art et d'Essai.
- Les Étoiles d'Ivry, ensemble urbain réalisé dans les années 1970 par les architectes Renée Gailhoustet et Jean Renaudie[17], comprenant le centre commercial Jeanne-Hachette[18], des locaux municipaux, associatifs ou syndicaux (Union locale CGT, UNSA Éducation).